# Pontremoli
Pontremoli es una comuna y sede episcopal italiana situada en la provincia de Massa-Carrara, en la región de la Toscana, en la mitad norte de la península italiana. La ciudad se encuentra en el valle del río Magra, 40 kilómetros al norte de La Spezia y a unos 75 kilómetros al suroeste de Parma. Desde el 29 de mayo de 2012 su alcalde es Lucia Baracchini, de Lista cívica. El nombre de Pontremoli significa literalmente "puente que tiembla", habiendo recibido este nombre por un prominente puente sobre el Magra.

## Historia
Basándose en unas estelas encontradas en el valle del Magra, se cree que el primer asentamiento en la zona de Pontremoli se remonta a mil años antes de Cristo, siendo habitada por los apuanos. Durante los siglos XII y XIII se constituyó como una república independiente, en parte gracias a su situación geográfica en una zona montañosa. Su situación en el valle del Magra hizo que Pontremoli se convirtiera en objetivo militar para otros señores italianos y extranjeros. Pontremoli estuvo bajo el control de varias familias aristocráticas, como los Malaspina en 1319 y los Antelminelli en 1322. Debido al conflicto en el siglo XIV entre los güelfos y gibelinos se construyó la torre conocida como Il Campanone que separaba a ambos bandos. En la Edad Media la ciudad era visitada frecuentemente por peregrinos que viajaban de Canterbury a Roma.
En 1331 Pontremoli fue vendida por Juan I de Bohemia a Mastino II della Scala, señor de Verona. En 1339 la ciudad fue tomada por los Visconti de Milán. En 1404 volvió a cambiar de manos al pasar a estar bajo el control de la familia genovesa de los Fieschi. Sin embargo, en 1433 volvió a caer bajo el control milanés. En 1495, la ciudad era una posesión de los Sforza, entonces duques de Milán, Pontremoli fue saqueada por las tropas de Carlos VIII de Francia.
Entre 1508 y 1522 Pontremoli estuvo bajo el control de Francia, que había conquistado varias zonas del norte de Italia. En 1526 fue capturada, junto con Zeri, por el emperador Carlos V, siendo controlada por España. En 1647, hubo un intento fallido de compra por la República de Génova. Dos años después fue vendida a Fernando II de Médici, pasando a formar parte del Gran Ducado de la Toscana. Con las reformas de Leopoldo II de Toscana, en 1777 la ciudad pasó a ser una comunidad autónoma aunque seguía perteneciendo al Gran ducado. En 1778 se convirtió en ciudad de forma oficial. Entre 1805 y 1814 estuvo bajo control francés, devuelta a la Toscana. La zona sufrió los efectos de un terremoto en 1834 y en noviembre de 1847 la ciudad se incluyó en el Ducado de Parma, según lo establecido en el tratado de Florencia. Finalmente pasó a formar parte del Reino de Italia tras la unificación italiana en el siglo XIX.

## Monumentos y patrimonio artístico

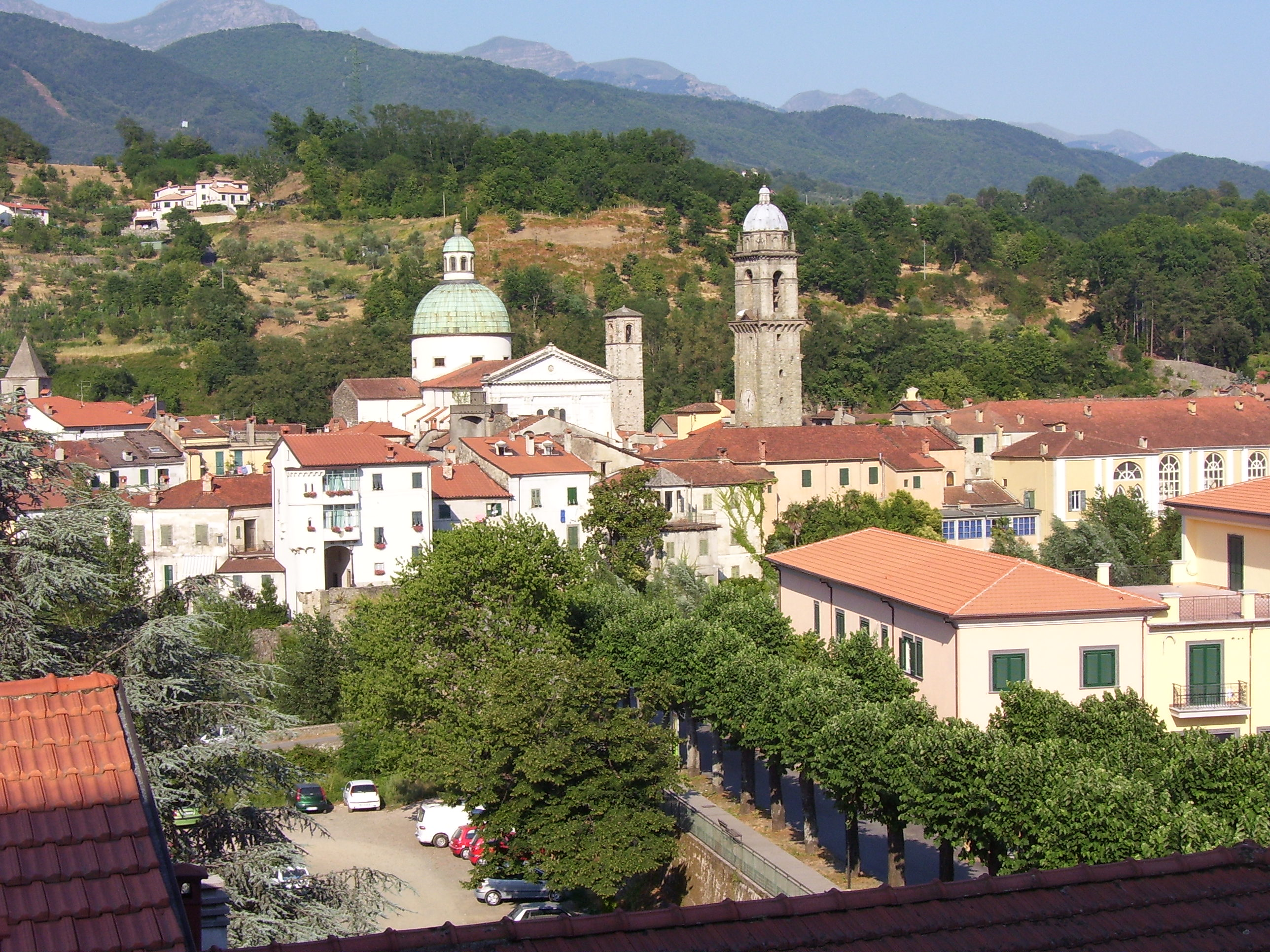
Vista de Pontremoli.

La ciudad de Pontremoli cuenta con numerosas iglesias entre su patrimonio artístico. Destaca la Iglesia catedral de Santa Maria del Popolo, Il Duomo, construida en el siglo XVII y dedicada a San Geminiano, que alberga numerosas esculturas y pinturas de valor. La cúpula de la catedral y el campanario o Campanone dominan el perfil de la ciudad. Otras iglesias de la ciudad son la Iglesia de San Nicolò y la Iglesia de la Santissima Annunziata o de la Anunciación, junto al monasterio agustino.
Hay varios edificios relacionados con antiguas familias nobles de Pontremoli. El principal edificio es el Castello del Piagnaro, uno de los mayores castillos de Lunigiana. En la comuna hay algunos palacios, como las casas de los Malaspina y los Dosi.
Entre las atracciones modernas de la ciudad se encuentran la entrega anual del Premio Bancarella de literatura, el café Il Bar Moderno, que en 1970 ganó una medalla de oro en la exposición milanesa del helado y el café. También se puede visitar el Museo delle Statue Stele, situado en el castillo, que contiene algunas esculturas de piedra encontradas en los alrededores. Hay también algunos manantiales de agua mineral en las montañas de los alrededores.

## Demografía
| Gráfica de evolución demográfica de Pontremoli entre 1861 y 2001 |
|                                                                  |
| Fuente ISTAT - elaboración gráfica de Wikipedia                  |

## Fracciones
Pontremoli cuenta con 57 fracciones o frazioni:
Arzelato, Arzengio, Baselica, Bassone, Belvedere, Braia, Bratto, Caná, Canale Scuro, Careola, Cargalla Inferiore, Cargalla Superiore, Casalina, Cavezzana D'Antena, Ceretoli, Cervara, Costa di Soglio, Dozzano, Gravagna Montale, Gravagna San Rocco, Grondola, Groppodalosio, Groppoli, Guinadi, La Colla, Mignegno, Molinello, Montelungo Inferiore, Montelungo Superiore, Monti, Navola, Oppilo, Pian di Valle, Pietra Piccata, Poderi, Pollina, Ponte Teglia, Pontremoli (Capoluogo), Prá del Prete, Pracchiola, Previdé, Saliceto Belvedere, San Cristoforo, Santa Giustina, Scorano, Sergola, Serola, Soglio, Teglia, Toplecca di Sopra, Torrano, Traverde, Valle, Versola, Veserada, Vignola y Villa Vecchia.

## Transporte

### Calles
Se puede llegar a Pontremoli en coche tomando el peaje del mismo nombre en la autopista A15 Parma-La Spezia, o tomando la Strada Statale Cisa 62. En cuanto al transporte público por carretera, Pontremoli es servida por medio de la empresa CAT, que la conecta con las otras ciudades y pueblos del área de Lunigiana, Massa, Carrara y La Spezia.

## Ciudades hermanadas
Pontremoli está hermanada con las ciudades de:
- Trenčianske Teplice, Eslovaquia
- Morières-lès-Avignon, Francia
- Noto, Italia